# Nymphula flavialis
Nymphula flavialis là một loài bướm đêm trong họ Crambidae.